# Debiprasad Chattopadhyaya

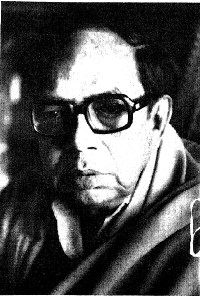
Debiprasad Chattopadhyaya

Debiprasad Chattopadhyaya ⓘ (bengalisch: দেবীপ্রসাদ চট্টোপাধ্যায়, Debīprasād Caṭṭopādhyāẏ; * 19. November 1918 in Kolkata; † 8. Mai 1993 ebenda) war ein bengalischer marxistischer Philosoph aus Indien. Er leistete bedeutende Beiträge bei der Untersuchung des Materialismus in der klassischen indischen Philosophie. Seine herausragendste Arbeit war die Zusammenstellung und Erläuterung der traditionellen Philosophie von Lokayata, die er von den Verfälschungen durch ihre Gegner befreite. Ihm werden auch die Forschungen an wissenschaftlichen Methoden im antiken Indien, vor allem die der Ärzte Charaka und Sushruta, zugesprochen.

## Leben
Debiprasad Chattopadhyaya wurde 1918 in Kalkutta in eine brahmanische Familie geboren. Sein Vater war ein streng religiöser Hindu und Unterstützer der indischen Freiheitsbewegung. Es war vermutlich sein Einfluss, der zwei große Leidenschaften bei Debiprasad auslöste: indische Philosophie und Politik. In beiden Feldern schlug er schnell radikale Richtungen ein und entwickelte ein lebenslanges Engagement für den Marxismus und kommunistische Bewegungen. Zu einem sehr frühen Zeitpunkt in seinem Leben tauchte Chattopadhyaya in die links-nationalistische Bewegung ein, indem er der 1936 gegründeten Progressive Writers’ Movement (Bewegung progressiver Schriftsteller) beitrat.
Debiprasad Chattopadhyaya erhielt seine akademische Ausbildung in Philosophie in Kalkutta unter angesehenen Philosophen wie S. Radhakrishnan und Surendranath Dasgupta. Nach abgelegtem Bachelor (1939) und Master (1942) an der University of Calcutta, führte er Forschungsarbeit unter Professor Dasgupta aus. Er lehrte Philosophie in Kalkutta für zwei Jahrzehnte. Anschließend wurde er als Gastprofessor an die Universitäten von Andhra Pradesh, Kalkutta und Pune berufen. Er blieb mit den Aktivitäten des Indischen Gremiums für Geschichtsforschung (Indian Council of Historical Research, ICHR), des Indischen Gremiums für philosophische Forschung (Indian Council of Philosophical Research, ICPHR) und des Nationalen Instituts für Wissenschaft, Technologie und Forschung (National Institute of Science, Technology and Development Studies, NISTADS) des indischen CSIR verbunden. Er war mit Alka Chattopadhyaya, einer renommierten Tibetologin, verheiratet.
Debiprasad Chattopadhyayas Arbeiten über Materialismus und wissenschaftliche Methoden führten zu seinem aktiven Zusammenwirken mit der internationalen Gemeinschaft von Philosophen, Historikern und Indologen. Er wirkte mit einigen der bedeutendsten westlichen Gelehrten des 20. Jahrhunderts, wie Joseph Needham, George Derwent Thomson, Bongard Levin und Walter Ruben, zusammen. Außerdem war er Mitglied der deutschen und sowjetischen Akademie der Wissenschaften.
Wie oben genannt, war Debiprasad Chattopadhyaya seit seiner Jugend in der kommunistischen Bewegung Indiens  aktiv. Trotz seiner lebenslangen Mitgliedschaft in der Communist Party of India, der er 1944 beitrat, beeinflusste er alle marxistischen Strömungen in Indien sowohl innerhalb als auch außerhalb der kommunistischen Bewegung. Seine fortwährenden professionellen Schriften leisteten regelmäßige Beiträge zu ideologischen und philosophischen Themen in ähnlich gesinnten Zeitschriften.
Er starb am 8. Mai 1993 in Kalkutta.

## Hauptwerke

### Lokayata (1959)
In seinen philosophischen und historischen Schriften hatte Debiprasad Chattopadhyaya durchgehend das  Ziel, die wissenschaftlichen Ideen und den Materialismus im altertümlichen Indien zu rekonstruieren und ihre Entstehung zurückzuverfolgen. Der deutsche Indologist Walter Ruben nannte ihn in seinen Kommentaren zu dessen Werk Lokayata einen „Denkweisen-Reformer“ (orig. eng. Wikipedia: „thought-reformer“), der „sich seiner großen Verantwortung gegenüber den Menschen bewusst ist, die in einer Phase des Ringens um nationales Erwachen und weltweiten Kampf um Fortschritt, Humanismus und Frieden gegen Imperialismus und Materialismus leben. Er schrieb sein Buch A Study in Ancient Indian Materialism gegen die altmodische Auffassung, dass Indien ein Land von Träumern und Mystikern ist“.
Diese Studie hinterfragte die allgemeine Ansicht, dass die einzige Absicht indischer Philosophie das Konzept von Brahman war. Aus den zerstreuten Referenzen in der antiken philosophischen Literatur, welche materialistische Schulen gänzlich ablehnte, rekonstruierte Debiprasad Chattopadhyaya die Philosophie von Lokayata, welche die Existenz Brahmans durchweg bestritt und Pratyaksa (Wahrnehmung) als die einzige Möglichkeit der Erkenntnis ansieht. Er zerstörte die sogenannte „Interpretation der Synthese“, welche es anstrebte, die diversen philosophischen Traditionen von Indien zusammenzufassen, um eine Leiter zu der Philosophie von Advaita Vedanta zu formen.
Als Marxist benutzte Debiprasad Chattopadhyaya die Methode des Historischen Materialismus um „die höchste materielle Basis des urtümlichen deha-vada und die dazugehörigen urtümlichen Rituale“ zu untersuchen und aufzuzeigen, wie „diese mit dem Verfahren des Absicherns der grundlegendsten Mittel der Existenz“ verknüpft werden könnten. Außerdem verfolgte er „den Verlauf der Entwicklung, die diese altertümliche Prognose eventuell durchlief“.

### Indische Philosophie (1964)
Es war vielleicht das erste Einführungsbuch, das indische Philosophie interdisziplinär betrachtete, basierend auf anthropologischen, ökonomischen und philosophischen Studien. Es verfolgt die philosophische Entwicklung in Indien von der vedischen Periode bis zum späten Buddhismus. In dieser einführenden Studie ergreift Debiprasad Chattopadhyaya einen anderen wichtigen Mythos als Ziel, welcher die Studie indischer Philosophie überschattete – das der vorausgesetzten Vorherrschaft der shastrartha oder wörtlichen Interpretation. Er sieht die Entwicklung indischer Philosophie als die Konsequenz realer Konflikte von Ideen – „Unvereinbarkeit errichtete die treibende Kraft hinter der Entwicklung der indischen Philosophie“.
Dale Riepe sagt in seiner Kritik über das Buch, dass Chattopadhyaya „den analytischen Scharfsinn Humes mit dem ungeduldigen Realismus Lenins kombiniert“.

### Indischer Atheismus (1969)
Dies ist eine weitere provokative Kritik der Forderungen indischer Philosophie und Religion. Das Buch bringt einen zusammenhängenden historischen Bericht des Atheismus in Indien heraus. Laut Chattopadhyaya „zeigt eine unvoreingenommene Begutachtung der Veda die komplette Abwesenheit religiösen Bewusstseins und die Rgveda ist voll mit Relikten aus der Zeit dieser Denkweise. Selbst der Polytheismus ist in dieser frühen Phase des vedischen Denkens falsch angewandt“.

### Was ist Leben und Was ist Tod in der indischen Philosophie (1976)
Im Vorwort sagt Debiprasad Chattopadhyaya, seine Absicht in diesem Buch sei es, „eine Analyse unserer philosophischen Traditionen vom Standpunkt unserer gegenwärtigen philosophischen Anforderungen“ zu präsentieren. „Diese Anforderungen sind Säkularismus, Rationalismus und wissenschaftliche Ausrichtung“. Ein weiteres Mal findet er die philosophische Entwicklung – Debatten und Streite – im antiken Indien eingebettet in die Klassenkämpfe der Zeit. Er behandelt die materialistische Grundlage vedischer Rituale, in welchen er Ähnlichkeiten mit dem magischen Glauben der Yajnas an das Kontrollieren von Naturgewalten sieht. Er zeigt, wie diese Rituale, die sich aus primitiven wissenschaftlichen Bemühungen entwickelt haben, mit dem Aufkommen von Klassenunterteilung in Aberglaube und Monopolstellungen in der Hand von Unterdrückern verwandelt wurden. Das Buch bemüht sich auch aufzuzeigen, dass und wie die indische Philosophie nicht eine Ausnahme zu den Konflikten zwischen Idealismus und Materialismus darstellte, welche in den philosophischen Traditionen anderer Regionen allgemein offensichtlich sind. Außerdem bedenkt es die Rolle der Gesetzgeber wie Manu beim Einrichten der Vormachtstellung der idealistischen Traditionen und wie infolge der Zensur Anti-Idealisten wie Varahamihira und Brahmagupta ihre Philosophien in charakteristischer fabelartiger Sprache ausarbeiteten, wobei sie eigene Methoden zur Tarnung ihrer Ideen entwickelten (siehe Äsop).
Wie andernorts, übernahmen auch in Indien Anti-Idealisten und Materialisten praktische Erfahrung als Hauptmaßstab für Wahrheit. Nyaya-Vaisheshikas wurden am meisten in dieser Hinsicht ausgesprochen – „nachdem eine Erkenntnis in der Praxis bestätigt ist bleibt kein Zweifel am Nachweis; daher tritt das Problem des Beweisens gar nicht auf“. Auf der anderen Seite glaubten die Idealisten an die vollständige Trennung von Theorie und Praxis. Sie blieben, in den Worten von Kumarila Bhatta, bei dem Grundsatz von bahyartha-sunyatva (die Irrealität von den Objekten der Erkenntnis), welcher laut Debiprasad Chattopadhyaya „den wahren Drehpunkt des Idealismus in seinem indischen Werdegang“ bildete.

### Wissenschaft und Gesellschaft im antiken Indien (1977)
Dieses Buch handelt von wissenschaftlichen Methoden im antiken Indien und wie die gesellschaftliche Aufteilung dieser Zeit die Entwicklung der Wissenschaft gestaltete. Debiprasad Chattopadhyaya wählt das Gebiet der Medizin für diese Aufgabe, denn laut ihm ist sie „die einzige Disziplin, die vollständige Säkularität verspricht und ein klares Potential für das moderne Verständnis von Naturwissenschaften enthält“.
Die hauptsächliche Ausrichtung des Buches ist,  eine Analyse der Caraka Samhita zu präsentieren, die ausschlaggebende Quellensammlung indischer Medizin. „Ohne auf die Orientierung der Schriften zu achten, beharren sie [die indischen Physiker]“, laut Chattopadhyaya, „auf der höchsten Wichtigkeit der direkten Beobachtung natürlicher Phänomene und auf den Techniken rationaler Bearbeitung von empirischen Daten. Sie stellen sogar die Forderung, die Wahrheit jeder Schlussfolgerung müsse demnach letztendlich durch die Kriterien der Praxis geprüft werden.“ Für sie „geschieht alles in der Natur nach unveränderbaren Gesetzen, der Hauptbestandteil von dem, was im indischen Denken gewöhnlich svabhava genannt wird“ und „vom medizinischen Sichtpunkt kann es nichts geben, das nicht aus Materie besteht.“ Sie sagen sogar, „eine Substanz sei im Besitz eines Bewusstseins, wenn sie mit Sinnesorganen ausgestattet ist“. Weiterhin zeigt Chattopadhyaya:
„Wenn wir irgendwo im indischen Denken die Antizipation der Ansicht sehen dürfen, dass Erkenntnis Macht ist, – welche, weiter ausgearbeitet, an nimmt, dass Freiheit die Erkennung der Notwendigkeit ist – dann bei den praktizierenden Ärzten.“
Chattopadhyaya versucht im Buch auch aufzuzeigen, wie soziale Aufteilung, vor allem im Kastensystem, welches durch die Gesetzgeber und ihre rechtfertigenden Ideologien erzwungen wurde, Hindernisse bei der Entwicklung der Wissenschaft in Indien erzeugt.

### Lenin, der Philosoph (1979)
Dieses Buch wurde im Kontext der Unruhen in den 1970er Jahren geschrieben. Damals gab es massive Konfrontationen zwischen dem autoritären Ein-Personen-Regime von Premierministerin Indira Gandhi, das in der Verhängung des Ausnahmezustandes 1975–1977 gipfelte, auf der einen Seite und sozialrevolutionären Bewegungen („Bihar-Bewegung“ unter Jayaprakash Narayan) sowie einer wachsenden konservativen Opposition auf der anderen Seite. Chattopadhyaya meinte, „dass in diesen düsteren und verängstigenden Tagen, durch die Indien heute geht, das, was Hoffnung für unsere Zukunft bereithält, das wachsende Bewusstsein unseres Volkes für den Sozialismus, der einzige Weg hinaus ist“. Und „eine notwendige Voraussetzung, sich zum Sozialismus zu bewegen, ist die Festigung des sozialistischen Bewusstseins in seiner wahren Bedeutung unter den heutigen Indern“, wofür „es erforderlich ist, die philosophische Sichtweise Lenins zu verstehen und zu übernehmen“.
Dieses Buch ist als „Wegweiser oder Einführung“ in Lenins philosophische Schriften gedacht. Es zielt darauf ab, „die Leser zu den aktuellen Studien von Lenin zu führen, welche mit einigen Erklärungen, Anmerkungen und Zusammenfassungen versehen sind, so dass sie nur für eine begrenzte und vorläufige Kenntnis von Lenins philosophischen Ideen nützlich sind“.
Allerdings kritisierte der kommunistische Führer E. M. S. Namboodiripad in seiner überwiegend anerkennenden Rezension des Buches Chattopadhyaya dafür, nicht in der Lage zu sein, „ausreichend überzeugend zu erklären, warum Lenin es in seinen späteren Jahren für notwendig hielt, in Hegels Richtung zu gehen“, wie es in seinem Philosophischen Notizbuch von 1914 offensichtlich ist.

## Schriften

### Bücher
- Lokayata: Eine Studie in klassischem indischem Materialismus. People’s Publishing House, Neu-Delhi 1959.
- Indische Philosophie – Eine allgemeinverständliche Einleitung. People’s Publishing House, Neu-Delhi 1964.
- Indischer Atheismus – Eine marxistische Analyse. Manisha, Kalkutta 1969.
- Was ist Leben und Was ist Tod in der indischen Philosophie. People’s Publishing House, Neu-Delhi 1976.
- Wissenschaft und Gesellschaft im antiken Indien. Research India Publications, Kalkutta 1977.
- Lenin, der Philosoph. Sterling Publishers, Neu-Delhi 1979.
- Geschichte der Wissenschaft und Technologie im antiken Indien. Mukhopadhyaya, Kalkutta 1986.
- Zur Verteidigung vom Materialismus im antiken Indien. People’s Publishing House, Neu-Delhi 1989.

### Herausgeberschaft
- Studien über die Geschichte der Wissenschaft in Indien. 2 Ausgaben. Editorial Enterprises, Neu-Delhi 1982.
- Carvaka, Lokayata: Eine Sammlung von Quellmaterial und einige neuere Studien. Indisches Gremiums für philosophische Forschung, Neu-Delhi 1994.